# فكتور زوبكوف
فكتور أليكسيفيتش زوبكوف (بالروسية: Ви́ктор Алексе́евич Зубко́в) هو سياسي ورجل أعمال روسي ولد في يوم 15 سبتمبر 1941 في أربات في كوشفا الاتحاد السوفيتي، تولى منصب رئاسة الوزراء في روسيا لمدة يوم واحد من 7 مايو 2012 إلى 8 مايو 2012 وخدم قبلها كنائب لرئيس الوزراء من 7 مايو 2008 إلى 7 مايو 2012 وهو أحد أعضاء حزب روسيا الموحدة الذي يقوده الرئيس الروسي فلاديمير بوتين.

## روابط خارجية
- فكتور زوبكوف على موقع مونزينجر (الألمانية)
- فكتور زوبكوف على موقع إن إن دي بي (الإنجليزية)